# Spathius tereus
Spathius tereus är en stekelart som beskrevs av Nixon 1943. Spathius tereus ingår i släktet Spathius och familjen bracksteklar. Inga underarter finns listade i Catalogue of Life.